# Future Air Navigation System

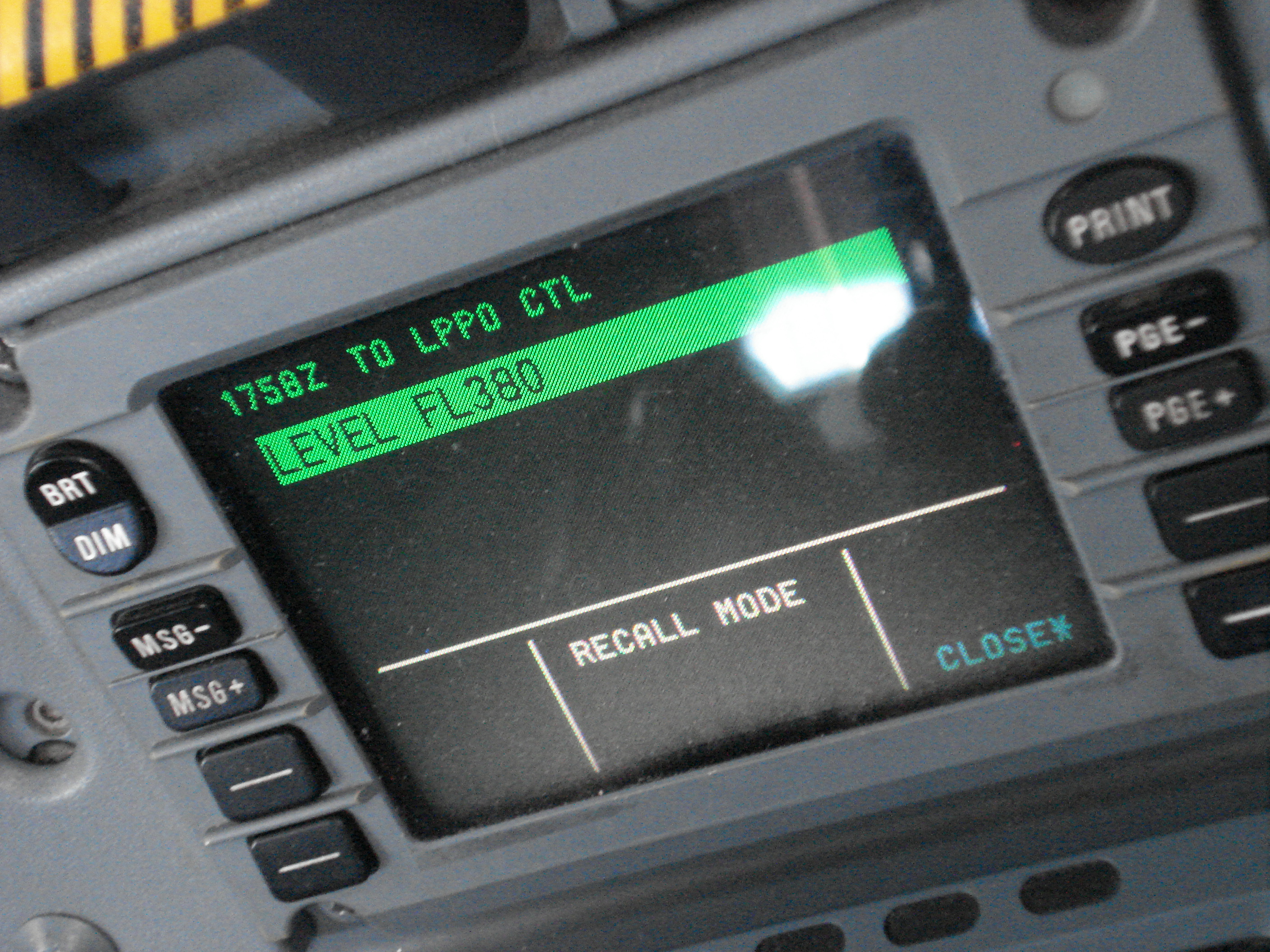
Die DCDU (datalink control and display unit) in einem Airbus A330. Mit der DCDU kann ein Pilot Nachrichten an die Flugsicherung senden und von dieser empfangen. Die Nachrichten werden Controller-Pilot Data Link Communications (CPDLC) genannt. Via FANS fragt der Pilot einen Wechsel der Flughöhe auf Flightlevel 380, also 38.000 Fuß an.

Das Future Air Navigation System (FANS – System für die Luftnavigation der Zukunft) ist ein Standard, der von der Lufttransportindustrie entwickelt wurde, um den Luftraum besser auszunutzen und noch mehr Flugzeuge unterzubringen. Es gibt verschiedene Generationen von FANS-Standards, beginnend bei einfachen Automatisierungsprozessen bis hin zu futuristischen Ansätzen.

## Beschreibung
In seiner einfachsten Form benutzen FANS-Flugzeuge das GPS, um ihre Position zu bestimmen. Das GPS hat hierfür ältere Systeme zur Positionsbestimmung – das auf Gyroskopen basierende Trägheitsnavigationssystem – abgelöst. Das Flugzeug sendet dann seine mittels GPS bestimmte Position (über UKW oder Satellitenkommunikation – SATCOM) in Form eines kurzen Daten-Telegramms. FANS ist nicht zu verwechseln mit ADS-B oder Mode-S. Diese Verfahren senden kurze Daten-Telegramme auf der Frequenz 1090 MHz aus und können von allen Funkstationen in der Umgebung des sendenden Flugzeuges empfangen werden, während FANS VHF-Frequenzen des Flugfunks und Satelliten-Frequenzen der Satelliten-Betreiber verwendet. Dabei wird die Nachricht mit der Position an einen Empfänger verschickt, sei es die Flugsicherung oder die Flugleitung der Fluggesellschaft, die diese Informationen dann an die Flugsicherung weiterreicht. Der primäre Unterschied zwischen ADS-B und FANS besteht darin, dass bei FANS der Empfang der Nachricht bestätigt wird, während es sich bei ADS-B um eine rundfunk-ähnliche Ausstrahlung (engl. Broadcast) handelt und damit keine Bestätigung des Empfangs erfolgt. Andere Flugzeuge und Funkstationen können diese Informationen nicht ohne Weiteres empfangen. Die Nachrichten sind nicht öffentlich, so wie eine E-Mail nicht öffentlich ist.
Der FANS-Standard verlangt außerhalb der UKW-Reichweite die Benutzung von Satellitenkommunikation (Inmarsat, Iridium). So ist die Flugsicherung über die Position des Flugzeuges genau informiert, da die Radarerfassung nicht so genau ist und nicht weltweit flächendeckend (Ozeane, große Wüsten) ist. Nicht überall konnten in der Vergangenheit ADS-B-Aussendungen von der Flugsicherung empfangen werden, da die Reichweite auf ungefähr 200 Nautische Meilen begrenzt war. Inzwischen gibt es aber Satelliten-Anbieter, die die Frequenz 1090 MHz via Satellit abhören und die empfangenen Daten an ihre Kunden weitergeben. Dadurch ist auch ein weltweiter Empfang von ADS-B-Signalen möglich. Mode-S-Signale werden von einem Flugzeug nur ausgesendet, wenn ein Radarstrahl sie dazu auffordert. Sollte sich ADS-B-Empfang via Satellit durchsetzen, dann wären FANS-Telegramme zur Übermittlung von Positionen eigentlich unnötig. Ein Umbau auf FANS kostet zwischen 200.000 und 400.000 US-Dollar, ein Upgrade eines Transponders auf ADS-B wenige 1000 US-Dollar.
FANS kann auch zum Versenden weiterer Nachrichten eingesetzt werden, z. B. Übermittlung des Treibstoffvorrats oder technischer Parameter der Triebwerke. Und es können auch Nachrichten von der Flugsicherung empfangen werden. Besonders für Business-Jets, die selten über Ozeane verkehren, wäre ADS-B via Satellit eine Alternative, da die meisten Großraumflugzeuge bereits mit FANS ausgerüstet wurden. Aber auch die meisten Passagiermaschinen (90 %) sind bereits mit ADS-B ausgerüstet (Stand 2018).
Als Beispiel wurden die vom britischen Unternehmen Inmarsat empfangenen Pings des verschollenen Malaysia-Airlines-Flug 370 nach dessen Verschwinden von den Radarschirmen vom installierten FANS des Flugzeuges über einen Inmarsat-Satelliten ausgesendet. Der Ping enthielt keine Positionsangabe.
Insgesamt erhöht sich dadurch die Sicherheit, und die Gefahr von Zusammenstößen in der Luft (engl. midair collision) wird verringert. Vor der Einführung von FANS mussten die Piloten ihre Positionsmeldung mündlich durchgeben – über Ozeanen meist mittels Kurzwellenfunk, da nur Kurzwelle über den Horizont hinaus eine Funkverbindung erlaubt. Bei der Positionsmeldung über Kurzwelle muss die Flugsicherung einen größeren Sicherheitsabstand zwischen den Flugzeugen (Staffelung – Separation) einhalten, da das Trägheitsnavigationssystem ungenauer ist, das Rauschen auf der Kurzwelle gelegentlich eine Verständigung stark erschwert oder unmöglich macht. FANS soll diese Kurzwellenverbindungen ersetzen, da Satellitenkommunikation sicherer arbeitet und nicht vom Funkwetter abhängig ist. Doch in den letzten Jahren hat sich auf dem Gebiet der Kurzwelle einiges geändert. So sind einige Kurzwellen-Funkstationen heutzutage ebenfalls in der Lage, Data-Link-Anwendungen anzubieten. Das sogenannte HF-Data-Link-Verfahren, das besonders für Regionen geschaffen wurde, die nicht durch Inmarsat-Satelliten abgedeckt werden, ermöglicht es Flugzeugen ebenfalls, Position und ACARS-Meldungen an die Flugsicherung zu übertragen und Nachrichten von diesen zu empfangen. Dies ist besonders wichtig in den Polar-Regionen, wo kein Empfang von Geostationären Inmarsat-Satelliten möglich ist. Dagegen kann Iridium auch in den Polar-Regionen verwendet werden. HF-Data-Link kann ebenfalls Positionen ausstrahlen, die von einem GPS-Empfänger ermittelt wurden.
Folglich konnte dank FANS der Staffelungsabstand verringert werden. Dadurch wiederum können die Flugzeuge viel näher an ihrer gewünschten Route (meist die „ideale Route“) fliegen.
Diese „ideale Route“ liegt typischerweise auf dem Großkreis (der kürzesten Distanz zwischen zwei Punkten auf der Erde) bzw. berücksichtigt den aktuellen Wind, um die Rückenwindkomponente zu erhöhen oder wenigstens starken Gegenwind zu vermeiden.
Obwohl das FANS-Konzept von der ICAO stammt, wurde es erstmals von den großen Flugzeugbauern Boeing und Airbus eingeführt. Boeings FANS-Implementierung heißt FANS-1. Die FANS-Implementierung von Airbus heißt FANS-A. Weitere Verbesserungen ihres FANS-A nannte Airbus dann FANS-A+.
Beide Flugzeugbauer arbeiten an FANS-Weiterentwicklungen: Boeing unter dem Namen FANS-2 und Airbus unter dem Namen FANS-B.
Von den Flugsicherungen verschiedener Länder wurden verschiedene Bodensysteme entwickelt, um mit den Boeing- und Airbus-FANS (auch als FANS-1/A bezeichnet) zusammenzuarbeiten.
Seit diesen ersten FANS hat die ICAO die Standardisierungsarbeit an FANS vorangetrieben und als eine Gruppe von Standards veröffentlicht: CNS/ATM/ – Communication, Navigation and Surveillance/Air Traffic Management.
Es wird erwartet, dass sich Boeing und Airbus bei der zukünftigen Erweiterung ihrer proprietären FANS-Umsetzungen auf den aktuellen ICAO-Standard einigen. Als Zukunftsvision sollen die Flugpläne dynamisch aktualisiert werden können, um neue Informationen, wie z. B. den aktuell geänderten Wind, mit berücksichtigen zu können.

## Meilensteine
Ein mit dem Future Air Navigation System (FANS) ausgestatteter Boeing Business Jet führte am 24. Mai 2004 den ersten Transatlantikflug eines Geschäftsreiseflugzeuges mit FANS durch. FANS hat den mündlichen Kommunikationsbedarf zwischen Besatzung und Flugsicherung stark reduziert. Nach einem Start in Gary, Indiana und einem 4.000 NM-Flug landete das Flugzeug in Genf (Schweiz) – auf der European Business Aviation Convention and Exhibition. Der Flug war Teil des North-Atlantic-Traffic-Versuchsprogramms, das von der FANS Central Monitoring Agency (FCMA) durchgeführt wird.